# Dylan Sampson
Dylan Jacob Sampson (Baton Rouge, 14 settembre 2004) è un giocatore di football americano statunitense che milita nel ruolo di running back per i Cleveland Browns della National Football League (NFL).

## Carriera universitaria
Nella sua prima stagione a Tennessee nel 2022, Sampson corse 397 yard e 6 touchdown, guidando la squadra con 5,8 yard a possesso. Nella prima partita della stagione 2023 contro Virginia segnò 4 touchdown, 3 su corsa e uno su ricezione, nella vittoria per 49−13. Contro UTSA corse un primato personale di 139 yard, con 2 marcature. Dopo avere giocato fino a quel momento come riserva, Sampson disputò la prima gara come titolare contro Iowa nel Citrus Bowl. In quella partita corse 133 yard su 20 possessi. Chiuse l’annata con 604 yard corse, 175 ricevute e 8 touchdown complessivi.
Nella stagione 2024 Sampson batté il record scolastico per touchdown su corsa in una stagione, stabilito da Gene McEver nel 1929. Per la sue prestazioni fu premiato come giocatore offensivo dell’anno della Southeastern Conference e inserito nella seconda formazione All-American.

## Carriera professionistica

### Cleveland Browns
Sampson fu scelto nel corso del quarto giro (126º assoluto) del Draft NFL 2025 dai Cleveland Browns.  Il 9 maggio firmò il suo contratto con la squadra.